# Ренета Инджова
Ренета Иванова Инджова е български политик, министър-председател на България в 84-тото (служебно) правителство, назначено от президента Желю Желев от октомври 1994 до януари 1995 г. Тя е първата жена министър-председател на България.

## Биография
Ренета Инджова е родена в Нова Загора и завършва Висшия икономически институт „Карл Маркс“ в София през 1975. Тя остава там като преподавател по политикономия до 1984. От 1984 до 1990 г. е преподавател по икономика в Техническия университет в София. В началото на 90-те години е икономически експерт на Съюза на демократичните сили в VII велико народно събрание. Оглавява Агенцията по приватизация (1993 – 1994). През 1995 г. специализира бизнес и административно управление във Фондация „Айзенхауер“. Живее и работи десет години в САЩ. От 2008 до 2011 г. e финансов директор на болница „Токуда“ в София. Председател на Националния статистически институт от 28 март 2012 до 30 април 2014 г.

## Политическа кариера

### Агенция за приватизация и следприватизационен контрол
Ренета Инджова оглавява Агенцията за приватизация на 23 септември 1993 г., като преди това е председател на Надзорния ѝ съвет. Управлението на структурата е белязано от успешната приватизация на държавни предприятия, които запазват производствата и персонала си и привличат чуждестранни инвестиции.
Сред сключените сделки за приватизация е сделката за завода за шоколадови изделия „Република“ в Своге, който към 1993 г. е в тежко финансово състояние с годишна загуба от 13 млн. лв. и натрупани лихви към банкови кредити в размер на 28 млн. лв. Предприятието е закупено на 15 ноември 1993 г. от „Kraft Jacobs Suchard“ (Крафт Фуудс). Според договора купувачът придобива предприятието за 2 млн. лв., поема задълженията на предприятието и се задължава да инвестира 10 млн. долара. Също така работните места трябва да бъдат запазени за срок най-малко две години. Днес предприятието е единствената фабрика на корпорацията в Югоизточна Европа, с инвестиции от над 30 млн. лв., 580 служители и годишна печалба от 1,88 млн лв.
На 14 юни 1994 г. под нейно ръководство е сключена сделката с швейцарската компания Nestle за „Шоколадови и захарни изделия – София“ на стойност 2.1 млн. долара. Според условията на договора швейцарският гигант ще поеме дълговете на дружеството в размер на 4,2 млн щатски долара и ще инвестира поне 7 млн. долара. Съществуващите 1085 работни места трябва да бъдат запазени най-малко до една година. Към 2017 г. предприятието е третото по брой на заетите от преработващата промишленост в област София.
Продаден на немската „Ytong Holdmg“ GmbH е и „Газобетон“ ЕООД, като сделката е на стойност 4 млн. DM, като поетите дългове на фирмата са в размер от 5,4 млн. лв. Ангажиментът за инвестиции е на стойност 5.6 млн. DM, със запазване на най-малко 100 от работните места.
Ренета Инджова се противопоставя на приватизацията на Слънчев бряг, като заявява че „иска да разбие мафията“ и че “туристическият сектор с това е особен, че предполага силно обвързване между собственост и мениджмънт".
Президентът Жельо Желев я нарича „героичната жена, на чиито крехки плещи се крепи приватизацията“.
През 2018 г. Ренета Инджова заявява, че към днешна дата Агенцията за приватизация е „едно виртуално заведение, което вероятно работи само по документи и подписва документи без да осъществява контрол“.

### Министър-председател
На 17 октомври 1994 г. тя става министър-председател в служебно правителство – правителството, назначено от президента Желю Желев, което управлява с тримесечен мандат до 26 януари 1995.
Със стъпването си в длъжност министър-председател Ренета Инджова публично обявява „тотална война с растящата престъпност“. Наложени са мерки за предотвратяване на изтичането на поверителна информация, като се забранява изнасянето на служебни документи от чиновниците в държавните институции. Възложено е на Националната Служба за Охрана (НСО) да осъществява контрол за спазването на заповедта.
Привикани в МВР са представители на охранителни фирми, като впоследствие Министърът на вътрешните работи Чавдар Червенков заявява, че разполага с данни кои са фирмите, които се занимават с рекет.
Уволнени са шефът на Комитета по туризъм Емил Лозанов, директорите на хотел „София“ и парк-хотел „Москва“ Марин Грозданов и Любомир Веселинов. Сменен е надзорният съвет на Агенцията за приватизация в лицето на Феодор Горанко, Димитър Христов, Лиляна Стоянова и Меглена Кунева. Отстранен е Изпълнителният директор на Центъра за масова приватизация. В началото на ноември петима от шефовете на МВР се разделят с постовете си. Директорът на „Финансово-стопански“ отдел на Министерството на финансите – Иванка Гугалова е уволнена поради неправомерно превишаване на разходите за командировъчни на служителите от Министерския съвет. На 10 ноември 1994 г. служебният кабинет освобождава Председателя на Националната комисия по цените Васил Пехливанов, поради некомпетентност и неефективен контрол върху поскъпването на стоките с наблюдавани цени. На 17 ноември 1994 г. е отстранен Никита Шервашидзе – шеф на Комитета по енергетика. Основен мотив за уволнението са договори, които нарушават държавния интерес. Сменени са началниците на ГУ „Митници“, управление „Държавни разходи“ и зам.-началникът на Главно управление „Данъчна администрация“.
По сигнал за закононарушения, свързани с изчезването на информация за 960 промишлени фирми, изпратен от Ренета Инджова до прокуратурата през ноември, главният прокурор Иван Татарчев започва проверка на бившия министър на промишлеността Румен Биков и бившия министър на труда и социалните грижи Евгени Матинчев. Изчезналите папки съдържат финансови резултати, отчет за приходите и разходите, персонал, работни заплати, пазари, контрагенти, сключени договори и партньори.
Служебното правителство започва и завършва по време на своя мандат деривацията „Скакавица – Джерман“, която възстановява нормалното водоподаване в град София. Водният режим, според тогавашния кмет Александър Янчулев, е предизвикан поради повишено използване на водни ресурси от „Кремиковци“ и зад него седят корпоративни и свързани с предстоящите избори интереси на „Мултигруп“.
Кабинетът решава да удвои броя на следователите поради огромния брой висящи дела, очакващи решения. Инициирана е ревизия в НЕК поради настояването на електрическата компания за спешно вдигане на цените на тока и електроенергията.
По време на мандата служебното правителство на Ренета Инджова приема над 250 нормативни акта.
Индексират се доходите на населението, като минималната работна заплата е повишена с 18,13%, от 1814 лв. на 2143 лв. Повишени с 18,13% са майчинските, детските надбавки и обезщетенията за безработните. 13-а пенсия в размер на 450 лева получават пенсионерите. Общините получават допълнителни 600 млн. лв. за увеличение на заплатите на лекари и учители с 18%. Също с толкова е повишено заплащането във всички държавни ведомства. Приета е програма за младежка заетост.
На 19 декември 1994 г., по време на втория си месечен отчет пред обществеността, премиерът Ренета Инджова заявява, че „законодателството насърчава престъпността и всеки опит да се докосне организираната престъпност опира до добре скроени договори и чисти правни форми“. Според нея законодателството „толерира, протежира и усъвършенства“ развитието на престъпността, която е достигнала стадий мафията да е в симбиоза с официалната власт.
В края на мандата си Инджова публично обвинява предишния премиер – професор Любен Беров, че неговото правителство е било правителство на Мултигруп.
Често Ренета Инджова е наричана в медиите с прозвището „Желязната лейди на българската политика“.

### Кандидат-кмет на София и кандидат-президент
През 1995 Инджова се кандидатира за кмет на София и остава трета след Стефан Софиянски и Венцислав Йосифов със 17% от гласовете.
През 1996 г. на изборите за президент Централната избирателна комисия отказва да я регистрира.
През 2001 е кандидат за президент на България, печелейки 4,92% от гласовете (139 680 гласа).
| Публикувано                   | Институт         | Петър Стоянов | Богомил Бонев | Георги Първанов | Жорж Ганчев | Ренета Инджова | Петър Берон | Няма да гласуват |
| ----------------------------- | ---------------- | ------------- | ------------- | --------------- | ----------- | -------------- | ----------- | ---------------- |
| 20 септември 2001 г.          | Alpha Research   | 34.0%         | 19.0%         | 18.0%           | 3.0%        | 3.0%           | 0.5%        | 24.5%            |
| пренормирани %                | само далите глас | 43.87%        | 24.52%        | 23.22%          | 3.87%       | 3.87%          | 0.65%       |                  |
| разлика на реалните резултати | от прогнозата    | -20.33%       | -21.41%       | +56.72%         | -13.18%     | +27.13%        | +70.77%     |                  |

| \| Кандидат-президент \| Кандидат-вицепрезидент \| Издигнати от \| Гласове I тур \| % I тур \| Гласове II тур \| % II тур \| \| ----------------------- \| ---------------------- \| ----------------------------- \| ------------- \| --------- \| -------------- \| --------- \| \| Петър Берон \| Стоян Андреев \| Съюз България \| 31 394 \| 1,11% \| \| \| \| Петър Стоянов \| Нели Куцкова \| инициативен комитет \| 991 680 \| 34,95% \| 1 731 676 \| 45,87% \| \| Богомил Бонев \| Атанас Железчев \| Гражданска партия на България \| 546 801 \| 19,27% \| \| \| \| Жорж Ганчев \| Веселин Бончев \| Блокът на Жорж Ганчев \| 95 481 \| 3,36% \| \| \| \| Георги Първанов \| Ангел Марин \| Коалиция за България \| 1 032 665 \| 36,39% \| 2 043 443 \| 54,13% \| \| Ренета Инджова \| Кръстю Илов \| Демократичен алианс \| 139 680 \| 4,92% \| \| \| \| Общо: \| Общо: \| Общо: \| 2 837 701 \| 2 837 701 \| 3 775 119 \| 3 775 119 \| \| десница и център левица \| \| \| \| \| \| \| |                        |                               |               |           |                |           |
| Кандидат-президент | Кандидат-вицепрезидент | Издигнати от                  | Гласове I тур | % I тур   | Гласове II тур | % II тур  |
| Петър Берон | Стоян Андреев          | Съюз България                 | 31 394        | 1,11%     |                |           |
| Петър Стоянов | Нели Куцкова           | инициативен комитет           | 991 680       | 34,95%    | 1 731 676      | 45,87%    |
| Богомил Бонев | Атанас Железчев        | Гражданска партия на България | 546 801       | 19,27%    |                |           |
| Жорж Ганчев | Веселин Бончев         | Блокът на Жорж Ганчев         | 95 481        | 3,36%     |                |           |
| Георги Първанов | Ангел Марин            | Коалиция за България          | 1 032 665     | 36,39%    | 2 043 443      | 54,13%    |
| Ренета Инджова | Кръстю Илов            | Демократичен алианс           | 139 680       | 4,92%     |                |           |
| Общо: | Общо:                  | Общо:                         | 2 837 701     | 2 837 701 | 3 775 119      | 3 775 119 |
| десница и център левица |                        |                               |               |           |                |           |

### Председател на Националния статистически институт
С решение на Министерския съвет на Република България от 21.03.2012 г. Ренета Инджова е избрана за председател на НСИ. Остава на поста до 30.04.2014 година.
По време на мандата ѝ, Националният статистически институт (НСИ) обявява в доклад, че преброяването на населението на страната от 2011 г. е извършено с множество грешки и много от данните са фалшиви. Като пример се посочва, че към преброените са добавени 157 858 души, за които има данни, че живеят в страната, но не са били реално преброени. В телевизионно интервю Ренета Инджова заявява, че управляващите оказват натиск чрез нейните заместници и размерът на БВП за 2013 г. в нейно отсъствие е бил „разкрасен“ и „раздут“. Уволнението ѝ от Правителството на Пламен Орешарски, според нея, е защото е пожелала да направи проверка на преброяването, за да се види колко реално са ромите в България.

### След 2014 г.
През 2014 г. в тв интервю поисква от президента Росен Плевнелиев да обяви Ахмед Доган, Симеон Сакскобургготски и Иван Костов за „персони нон грата“. Заявява, че това е важно за сигурността на гражданите и честността на изборите и дава пример как по време на премиерството си е събрала международните паспорти на депутатите, за да не „направят нередни за държавата неща“.
Ренета Инджова е без начислена пенсия въпреки високата държавна позиция, която е заемала. През 2015 г. Инициативен комитет внася петиция по Закона за особени заслуги към държавата, но молбата към 2020 г. все още не е разгледана. Самата Ренета Инджова е против инициативата и не желае пенсия по заслуги.
Присъединява се към Протестите в България през 2020 г., като подкрепя исканията на протестиращите и заявява, че лозунгите по картоните на протестиращите говорят за истинско осмисляне на политическата действителност в България и за правилен политически поглед. Произнася реч на площада пред Министерския съвет. В нея нарича министър-председателя Бойко Борисов „диктатор и узурпатор, раздаващ крадени пари“. Също призовава Европа да си „отвори широко затворените очи и да си прибере мутрите“. Дни по-късно е предполагаемо нападната от непознат мъж, който я блъска в гръб, тя пада и си чупи ръката.

## Семейство
Ренета Инджова е била омъжена за Боян Славенков, като през 90-те години се развеждат. Имат дъщеря Ралица (1978 – починала 25 февруари 2014). Ралица Славенкова и съпругът ѝ Атанас Тепавичаров имат две деца – Мартин и Ренета.

## Спорни въпроси
От 2008 г. до февруари 2011 г. е икономически директор на МБАЛ „Токуда болница София“, когато е уволнена от поста, тъй като „Токуда“ ще се ръководи от международен борд. На Инджова е предложен друг, престижен пост, но тя го отказва. Това обаче става след посещението на българска делегация с премиера Бойко Борисов в Япония в края на януари 2011 г., в която участва и Инджова. Тогава Инджова се среща със собственика на „Токуда“, пред когото споделя притесненията си за плановете за политика на болницата през настоящата година. Веднага след връщането на делегацията в София идват и японските собственици и последва уволнението на Инджова. Според Инджова една от причините за отстраняването ѝ е, че не се е съгласила пациентите да бъдат принуждавани да правят дарения. Според Ренета Инджова друга причина сред възможните причини за отстраняването ѝ е фактът, че тя не позволява на Алексей Петров да направи пресконференция от „Токуда“, където лежи 1 седмица през ноември 2010 г. Подобна конференция е огласена през ноември 2010 г., но после е отменена, като по разпореждане на Инджова е съобщено, че „подобно мероприятие не може да се състои в лечебното заведение, тъй като няма такива условия“:

„В нашата болница не могат да се правят партита, могат да се правят най-много научни консилиуми.“
—Ренета Инджова пред Всеки ден
През февруари 2015 г. обявява, че ще съди България в Европейския съд в Люксембург, тъй като не е получила справедливо според нея решение по делото за уволнението ѝ от болница „Токуда“.